# Eric Mathoho
Eric "Tower" Mathoho (Venda, 1990. május 1. –) dél-afrikai válogatott labdarúgó, hátvéd.

## Pályafutása
2009–2012 között a Bloemfontein Celtic, 2012–2023 között a Kaizer Chiefs labdarúgója volt.
2011-től 37 alkalommal szerepelt a dél-afrikai válogatottban és egy gólt szerzett.